# Равлик волохатий
Равлик волохатий іржавий (Pseudotrichia rubiginosa (A.Schmidt, 1853)) — вид наземних молюсків класу Черевоногих (Gastropoda) підкласу легеневих (Pulmonata) родини кущанкових (Hygromiidae).

## Опис черепашки
У дорослих особин висота черепашки коливається переважно в діапазоні від 4 до 7 мм, ширина черепашки — від 6 до 9 мм. Має до 5 обертів. Черепашка широко-конічна, з куполоподібним завитком і значно згладженою верхівкою. Пупок вузький, трохи прикритий відгорнутим колумелярним краєм устя. Поверхня черепашки нерівномірно радіально покреслена, густо вкрита зігнутими та прямими волосками. Черепашка червонувато- або темно-рогова, іноді зі слабкою світлою смугою на периферії.

## Можливі помилки у визначенні
З цим видом часто плутають молодих особин Euomphalia strigella, які ще не втратили волосків на черепашках. Проте в E. strigella оберти наростають значно швидше, на стадії 4 обертів ширина черепашки не менше 7-7,5 мм, а на стадії 5 обертів — не менше 10-12 мм. У Pseudotrichia rubiginosa вказані параметри не перевищують відповідно 6 та 9 мм.

У Trochulus hispidus черепашки подібних розмірів, також вкриті дрібними волосками, проте вони зазвичай помітно сплощені. Черепашки T. hispidus нетипової форми, з високим завитком, можуть нагадувати Pseudotrichia rubiginosa, проте мають помітно ширший пупок.

## Розповсюдження
Палеоарктичний вид, широко розповсюджений на території України.

## Екологія
Гігрофільний вид, часто зустрічається біля водойм.